# Monte Carlo Challenger 1995
Il Monte Carlo Challenger 1995 è stato un torneo di tennis facente parte della categoria ATP Challenger Series nell'ambito dell'ATP Challenger Series 1995. Il torneo si è giocato a Monte Carlo in Monaco dal 17 al 23 aprile 1995 su campi in terra rossa.

## Vincitori

### Singolare
Sjeng Schalken ha battuto in finale  Frederik Fetterlein con il punteggio di 6–3, 6–4

### Doppio
Nicklas Kulti /  Mikael Tillström hanno battuto in finale  Nicolas Kiefer /  Michael Stich con il punteggio di 7–5, 7–5